# Les Hauts-Talican
Les Hauts-Talican es una comuna nueva francesa situada en el departamento de Oise, de la región de Alta Francia.

## Historia
Fue creada el 1 de enero de 2019, en aplicación de una resolución del prefecto de Oise de 28 de septiembre de 2018 con la unión de las comunas de Beaumont-les-Nonains, La Neuville-Garnier y Villotran, pasando a estar el ayuntamiento en la antigua comuna de Beaumont-les-Nonains.
El 1 de enero de 2024 la comuna de Beaumont-les-Nonains fue recreada por Decreto del prefecto de Oise a partir de su antiguos territorios pasando a estar el ayuntamiento en la antigua comuna de Villotran.

## Demografía
Según los datos aportados en 2018 en la resolución del prefecto de Oise, la comuna se crea con 903 habitantes.
Según los datos aportados en 2023 en la última resolución del prefecto de Oise, la comuna pasa a tener 551 habitantes.

## Composición

### 2019-2023
| Comuna fusionada     | Código INSEE | Población (2016) | Superficie (km²) | Densidad (hab./km²) |
| -------------------- | ------------ | ---------------- | ---------------- | ------------------- |
| Beaumont-les-Nonains | 60054        | 337 (2022)       | 9.53             | 35                  |
| La Neuville-Garnier  | 60455        | 259              | 7.85             | 33                  |
| Villotran            | 60694        | 281              | 5.18             | 54                  |

### A partir de 2024
| Comuna fusionada    | Código INSEE | Población (2016) | Superficie (km²) | Densidad (hab./km²) |
| ------------------- | ------------ | ---------------- | ---------------- | ------------------- |
| La Neuville-Garnier | 60455        | 259              | 7.85             | 33                  |
| Villotran           | 60694        | 281              | 5.18             | 54                  |